# Уфимский Успенский монастырь
Уфимский Успенский мужской монастырь — упразднённый православный монастырь в Старой Уфе, один из первых монастырей города Уфы. Упразднялся трижды: в 1764, 1918–1920 и 2002 годах. Правопреемником считается Успенский Свято-Георгиевский мужской монастырь «Святые Кустики» в селе Усе-Степановке Благовещенского района Башкортостана.
Первоначально находился по современной Сочинской улице в Успенской слободе, позднее — по улице Муксинова, 2. В 1833–1838 годах на месте Успенского монастыря, основали Уфимский Благовещенский женский монастырь.

## История
Основан в конце XVI века монахами Саввино-Сторожевского монастыря (Звенигород) в районе современной Сочинской улицы, позднее — Успенская слобода. Первые сведения относятся к 1598 году — в одной из царских грамот Царя Бориса Годунова есть запись об Уфимском Успенском монастыре.
Первоначально монастырь представлял собой небольшую крепость со рвом, валами и бревенчатым частоколом. В одну из осад Уфы, первым приняв нападение ордынцев, монастырь был разорён, а первый его игумен Авраамий, по преданию, пал, пронзённый стрелой, прямо в церкви.
В 1721–1764 годах настоятели монастыря возглавляли Уфимское духовное правление.
В 1764 году закрыт во время секуляризационной реформы Императрицы Екатерины II — церковное имущество, здания и земли переданы казне. Церковь Богоявления стала приходскою. Старую деревянную монастырскую церковь Успения Божией Матери по инициативе уфимского помещика Сергея Ивановича Аничкова удалось сохранить: она была разобрана и перевезена на новое место на городское кладбище в начало Большой Успенской улицы (ныне — Коммунистическая). Деревянная церковь действовала с 1798 по 1840 годы, после упразднения кладбища в 1824 году стала приходской; в 1849 году на её месте построили новую каменную Успенскую церковь. При ней хранились две старинные иконы: Успения Божьей Матери и Покрова Пресвятой Богородицы, которые, по преданию, находились в первой деревянной Успенской церкви мужского монастыря.

### Второе возрождение
В 1799 году восстановлена Оренбургская и Уфимская епархия. В 1800 году восстановлен как монастырь 3-го класса за счёт перевода в Уфу штата Спасского мужского монастыря Коломны, вместе с Евангелием и потиром XVII века.
Поскольку часть территории упразднённого монастыря к этому времени занимали дома разросшейся Успенской слободы, а единственная сохранившаяся церковь Богоявления стала приходскою, монастырю отвели новое место — в трёх верстах от Старой Уфы на одной из самых высоких точек Уфимского полуострова — Усольской горы в районе Усольской сопки (201 м) близ Каменной переправы через реку Уфу. Первым настоятелем стал архимандрит Лаврентий.
Ансамбль монастыря состоял из двух каменных церквей в стиле классицизма — церкви Успения Божией Матери (Пресвятой Богородицы) 1810 года и церкви Митрофана Воронежского 1852 года, а также четырёх жилых корпусов и хозпостроек. Территория окружала каменная стена, построенная в 1813 году.
21 июня 1878 года указом Синода, создаваемый близ Николо-Берёзовки Камско-Николаевский мужской монастырь приписан как Камско-Николаевское подворье к Уфимскому Успенскому мужскому монастырю, который в 1901 году стал самостоятельным монастырём.
В 1879–1880-е годах настоятелем Уфимского Успенского монастыря являлся игумен Кирилл (в миру — П. Н. Щеглов). В 1880–1893 годах монастырь управлялся епископами Уфимской епархии. В конце XIX века, при игумене Иоиле, архитекторе и иконописце с организаторскими способностями, монастырь стал приходить в порядок: с 1897 по 1901 годы построены новые здания, отреставрированы каменные стены, привезён из Москвы и установлен колокол весом в 300 пудов. С конца 1890-х годов при монастыре действовали класс по подготовке псаломщиков (в 1901 году обучалось 20 человек) и библиотека. С 1902 года монастырь имел статус общежительного.
В 1891–1892 годах монахи внесли 30 рублей в Уфимский епархиальный комитет по сбору пожертвований для пострадавших от неурожая. В 1892 году организована бесплатная столовая для голодающих. Во время Первой мировой войны при монастыре открыт лазарет.
В 1918 году территория национализирована и передана трудовой артели и губколзему. В 1920 году монастырь закрыт, монахи разогнаны, часть их репрессирована.
В 1920–1935 годах на территории располагался концентрационный лагерь принудительных работ и сельскохозяйственная колония НКВД. С 1935 года — детская воспитательно-трудовая колония № 2 (в ней находился и работал учеником слесаря Александр Матвеевич Матросов), позднее — имени А. М. Матросова.
С 1971 года на территории располагается Уфимский юридический институт МВД РФ.

### Третье возрождение
В 1995 году, распоряжением Кабмина Республики Башкортостан от 10.01.1995 года, монастырь с сохранившимися зданиями Митрофановской и Успенско-Владимирской церквями поставлены на охрану как памятники истории и культуры. Братский корпус монастыря также сохранился.
В 1997 году, третий по счёту, Успенский мужской монастырь разместился в комплексе зданий Богородской церкви.
В 1998 году организовано Георгиевское подворье «Святые Кустики» Успенского мужского монастыря города Уфы на территории Георгиевского женского монастыря, существовавшего в 1901–1928 годах.
В 2002 году Постановлением Священного Синода Русской Православной Церкви № 6957 от 26 декабря 2002 года Уфимский Успенский мужской монастырь упразднён, на месте его бывшего подворья был учреждён Успенский Свято-Георгиевский мужской монастырь «Святые Кустики».
Ныне на территории Уфимского юридического института МВД РФ восстановлен и действует Храм Святителя Митрофана Воронежского. Вторая монастырская церковь — Успенско-Владимирская — не действует и реконструируется.

### Монастырские владения
В 1621 году монастырю пожалованы земли в черте Уфы (пашенные и сенокосные угодья), рыбные ловли по реке Белой и озере Долгом.
К 1764 году монастырю принадлежало 4684 четвертины земли, мельница, два озера около Табынской крепости, сёла Вознесенское и Монастырские Дуванеи.
В 1799 году за монастырём закреплены 30 десятин земли, рыбные ловли, мельница в Бугурусланском уезде.
В 1890 году монастырь владел 101 десятин пашни, 143 десятин сенокосных лугов (61 десятина пожертвована уфимской помещицей К. Долженковой), 226 десятин леса, 39 десятин неудобных земель, рыбными ловлями около Уфы, пасекой, коровником, конюшней, каретной мастерской, прудом.

### Численность
В 1764 году в монастыре проживало три иеромонаха и настоятель, в 1800 году — три иеромонаха, два иеродьякона, один монах, в середине XIX века — шесть иеромонахов, два иеродьякона, четыре монаха, в 1910 году — семь иеромонахов, два иеродьякона, три монаха, 18 послушников.
Сохранились имена многих настоятелей монастыря: Антоний (с 1628), Иоасаф (с 1643), Герман (с 1648), Феодосий (с 1652), Иаков (1661 — кон. 1670-х годов), Дионисий (1680-е годы), Соломон (1690-е годы), Вениамин (с 1696), Викентий (1702—1707), Порфирий (с 1709), Иоаким (?—1729), Сампсон (с 1746), Глеб (с 1758), Парфений (с 1763); Лаврентий (с 1799), Тихон (с 1803), Филарет (Амфитеатров) (с 1804), Афанасий (с 1810), Вениамин (с 1818), Платон (с 1826), Аполлинарий (Вигилянский) (с 1827), Феодотий (Озеров) (с 1828), Палладий (с 1832), Никодим (с 1836), Пантелеймон (с 1846), Григорий I (с 1855), Григорий II (с 1867), Кирилл (1870—1880), Евгений (с 1893), Иоиль (с 1895), Гавриил (с 1901), Мартиниан (с 1908), Павел (с 1911), Трофим (1913—1920).

## Галерея
- Благовещенский женский монастырь на месте Уфимского Успенского мужского монастыря. Фотография. Вид с Оренбургской переправы
- Благовещенский женский монастырь на месте Уфимского Успенского мужского монастыря. Фотография. Вид с современной Сочинской улицы
- Благовещенский женский монастырь на месте Уфимского Успенского женского монастыря. 1856 год. Рисунок